# 志磨参兄弟
志磨参兄弟（シマサンキョウダイ）は、日本の和製HIPHOPミクスチャー・ロックバンド。自主レーベル、ロクジョウヒトマ所属。

## 概要
アグラ神楽、ガボン。DJ SHINCARの三人が東海大学在学中に行っていたイベントがきっかけで結成。2001年2MC1DJとして神奈川県厚木市CLUB DAZZにて活動をスタート。2005年京都へ活動の拠点を移し、2009年DJ SHINCAR脱退後、バンド編成になる。
純邦楽、ロック、ヒップホップ、レゲエなど、様々なジャンルの音楽を取り入れた和製ミクスチャー・ロック・バンドである。
日本最大級のRock Festival『FUJI ROCK FESTIVAL』（2010）への参加や『京都大作戦』（2012）、『SUMMER SONIC』（2012）への参加等、精力的に活動。
2017年より無期限の活動休止

## メンバー
- アグラ神楽 （アグラカグラ）：RAP、作曲

作詞・作曲も担当する志磨参兄弟のリーダー。
- 我凡 （ガボン）：歌い手

アグラ神楽とDJ FUJINISHIとは大学の同級生。シンガー
- DJ FUJINISHI （ディージェイフジニシ）：ターンテーブリスト

2011年加入。ネットのDJ大会に出る等、引きこもりDJであったが、2008年頃より、アグラ神楽の制作に参加し始め2011年以降正式メンバーに加入。
- ハルク大西 （ハルクオオニシ）：ギタリスト

2009年加入。京都嵐山の音楽スタジオ音空間を経営。2009年、そこで練習していた当時の志磨参兄弟に出会い意気投合し加入。2021年6月4日死去。享年45歳。
- OCYA （オチャ）：ベーシスト

2009年加入。アグラ神楽の共通の友人とバンドを組んでいた為、10代の頃からの知合いであったが2009年そのバンドは解散。その後加入。
- 柴田康平 （シバタコウヘイ）：サックス

2009年加入。バンドメンバーの中では加入が最も早く、2MC1DJの頃から楽曲参加。2009年正式メンバーとして加入
- 中居貴族 （中居貴族）：ドラマー

2015年加入。京都のアドベンチャーロックバンド私の思い出のドラマーでもあり、2014年より志磨参兄弟のサポートドラマーとして活動。2015年正式加入。
- 亜児 （アコ）：津軽三味線

2010年加入。1度脱退するも2016年より再度加入。

### 元メンバー
- DJ SHINCAR（シンカー）：ターンテーブリスト

2MC1DJ時代の志磨参兄弟を支えたバックDJ。現トトト代表
- komaki（旧名komaki♂）（コマキ）：ドラマー

2008年に志磨参兄弟と出会いバンド結成の中心人物。2011年後半にtricotに加入する為に脱退。以後も志磨参兄弟と親交があり、2014年3~4月のLIVEには1度志磨参兄弟に復帰する等、サポートメンバーとしても元メンバーの枠を越えて参加している。
- サンチェ（さんちぇ）：ドラマー

komakiの脱退後一年間のみ加入。サポートとして現在も稀に参加している。
- TADASHI（タダシ）：ドラマー

ベースのOCYAと元バンドメンバーであり、アグラ神楽とも旧知の仲。整体師。
- ayumu：テナーサックス

2010年頃から志磨参兄弟のサポートメンバーとして参加2013年末に脱退。現在はストリートミュージシャンとして活動。
- YURI （ユリ）：津軽三味線

2015年加入。2015年2/15日のLIVEをもって正式加入。2015年9月脱退。

### サポートメンバー
- はなわちえ （はなわちえ））：津軽三味線奏者

2013年のLIVEからフィーチャリングとして参加。楽曲 『AKAUSHI』『鍛冶屋のFUNK』参加

## 来歴
- 2001年 結成。1st ALBUM 「志磨参兄弟」発売
- 2004年 京都へ移住
- 2004年 2nd ALBUM「運試し」LP盤発売
- 2005年 2nd ALBUM「運試し」CD盤発売
- 2006年 FM802 MINAMIGROOVE
- 2007年 UGLY DUCKLING JAPAN TOUR 関西公演
- 2008年 FM802 GOING堺
- 2008年 FIVEDEEZ 関西公演
- 2008年 SLUM VILLAGE 関西公演
- 2008年 ライムスター エッセンシャルツアー08／奈良
- 2008年 ポルノ超特急 出演
- 2009年 3rd ALBUM「春日」全国発売
- 2009 ASAHI SUPER DRY THE LIVE 全国投票1位 ZEPP 東京
- 2010年 FUJI ROCK FESTIVAL 10 出演
- 2011年 FM802 MINAMI WHEEL 出演
- 2012年 京都大作戦 2012 　出演
- 2012年 出れんの！？サマソニ！？12　出演
- 2012年 FM802 MINAMI WHEEL 出演
- 2013年 4th Album ミチノクノ華／ライブ会場、オフィシャルサイト限定発売
- 2013年 FM802 MINAMI WHEEL 出演
- 2014年 AKAUSHI feat ChieHanawa 全国発売
- 2014年 FM802 MINAMI WHEEL 出演
- 2014年 10月22日 DJ JIN（RHYMESTER）プロデュース「鍛冶屋のFUNK」全国発売
- 2015年 5月20日5th Album 志磨参兄弟 全国発売
- 2016年 無期限活動休止
- 2021年 ハルク大西が死去

## ディスコグラフィー

### シングル
|     | 発売日         | タイトル         | 品番     | 収録曲                                                                                               |
| --- | -------------- | ---------------- | -------- | --- |
| 1st | 2011年11月17日 | 燦々七拍子       | 61R-7    | 1. 燦々七拍子 2. 或ル会話 3. 三撃-BAND REMIX- 4. 燦々七拍子 PV（CDEXTRA）                            |
| 2nd | 2012年1月23日  | 火男-ひょっとこ- | 配信限定 | 1. 火男 〜ひょっとこ〜 2. せい人                                                                     |
| 3rd | 2014年10月22日 | 鍛冶屋のFUNK     | 61R-017  | 1. 鍛冶屋のFUNK 2. 石川2.5右衛門 3. 赤提灯 4. 鍛冶屋のFUNK inst 5. 石川2.5右衛門 inst 6. 赤提灯 inst |

#### 配信限定
| 発売日       | タイトル |
| ------------ | -------- |
| 2010年6月1日 | せい人   |

### アルバム

#### オリジナルアルバム
|     | 発売日        | タイトル     | 品番           | 収録曲 |
| --- | ------------- | ------------ | -------------- | --- |
| 1st | 2001年        | 志磨参兄弟   | 自主配布版作品 | |
| 2nd | 2005年8月22日 | 運試し       | 61R-2          | 1. 開 2. ソモサンセッパ 3. 芸ト威勢 4. 参上ノ解答 5. 幕間、壱 6. 漁火 7. ユビキリ拳万 8. 憂イ 9. 幕間、弐 10. 再動 feat KOYO-TE 11. ミチノクノ華 12. 運試シ オマケ                                                                                |
| 3rd | 2009年1月23日 | 春日         | 61R-4          | 1. 幕開 2. 三撃 3. 宵ヤfeat TWO-K Q-ILL SMALLEST KOYO-TE 人 BESHALIST 4. ソレデモ我等ハ地ヲ揺ラス 5. 酒場feat MISTA O.K.I 6. 幕間 7. 我慢風呂feat POCYOMKIN aka FREAKY随喜 8. 春日feat DJ SHIOTSU 柴田康平 9. 謎                                  |
| 4th | 2013年6月14日 | ミチノクノ華 | 61R−014        | 1. 開闢（inst） 2. 一揆 3. 火男 4. 燦々七拍子 5. 夏なんです。 6. 野球拳 7. 時雨 8. ミチノクノ華 9. ロクジョウヒトマ 10. 謎（inst） |
| 5th | 2015年5月20日 | 志磨参兄弟   | 61R−018        | 1. 開闢-カイビャク- 2. マッタナシッ！ 3. 風見鶏 4. 夏なんです。2 5. やるせなし 6. オヤジノ唄 7. AKAUSHI feat ChieHanawa 8. 石川2.5右衛門 DJ SHUN&Bagpiper ally REMIX 9. 時雨 10. R.E.M 11. 鍛冶屋のFUNK 12. サクラ 13. KYOTO 14. 碧-AO- feat iyco |

### アナログ盤
- 運試し（2004年8月22日）
- DJ SHUN&Bagpiper ally 「7inch Player」（2015年2月25日）

### 参加作品
- 名不syncroniz/ヒビノネイロ（2009年1月14日）

12.月下心情 feat アグラ神楽
- JAPE/キナリマシン（2009年9月17日）

16.LOOP LOVE 異母参兄弟REMIX アグラ神楽がAKANISTHA名義で参加
- iyco/MOYO（2013年1月9日）

7.Duniani feat アグラ神楽
- DJ SHUN&Bagpiper ally /「7inch Player」（2015年2月25日）

1.7inch Player feat アグラ神楽　MISTA

## ミュージックビデオ
| 監督       | 曲名                                                                                          |
| 寺田泰     | 「燦々七拍子」「火男-ひょっとこ-」「AKAUSHI feat ChieHanawa」「AKAUSHI feat ChieHanawa Ver2」 |
| 上野アキト | 「鍛冶屋のFUNK」                                                                              |

### シングル・アルバム未収録曲
- 皺を刻む君に
- 月が見ている
- 志磨志磨